# Eueides kunowii
Eueides kunowii är en fjärilsart som beskrevs av Herman Dewitz 1877. Eueides kunowii ingår i släktet Eueides och familjen praktfjärilar. Inga underarter finns listade i Catalogue of Life.